# 봉개동 고냉이술굴
봉개동 고냉이술굴은 제주특별자치도 제주시 봉개동 47번지 외에 있는 봉개동 고냉이술굴이다. 2013년 11월 15일 제주특별자치도의 향토유산 제2호로 지정되었다.

## 개요
고냉이술굴은 용암종유와 용암유석 등 동굴 생성물이 일부 남아 있는 용암동굴이며, 일제 강점기때 일본군이 군사적인 용도로 사용하기 위해 내부를 정비하면서 일부 훼손 되었다. 향토유산으로 지정하여 보존대책 수립이 필요하다.